# Come le star
Come le star è il primo album discografico tratto dalla serie televisiva Maggie & Bianca Fashion Friends, pubblicato il 31 marzo 2017 da Sony Music.

## Il disco
Il disco è stato annunciato dall'home page ufficiale della serie TV il 17 marzo 2017. L'album include la sigla di testa, la sigla di coda, otto brani dalla prima stagione e sei brani dalla seconda stagione. L'intero album è stato interpretato da Emanuela Rei e Giorgia Boni in coppia, ad eccezione della quinta traccia, interpretata dalla sola Giorgia Boni. L'album è stato preceduto dal singolo In My Shoes, pubblicato una settimana prima della distribuzione del disco, da cui, successivamente, sono stati estratti i singoli Fashion Friends e Come le star; quest'ultimo è quello che dà il nome all'intero album. Inoltre, all'interno del disco, era contenuto un codice d'accesso per partecipare ad un live streaming su YouTube con Emanuela e Giorgia. L'album, pubblicato in Italia il 31 marzo 2017, è stato distribuito anche in Germania il 21 luglio dello stesso anno, con il titolo Be Like Stars.

## Tracce
1. Emanuela Rei e Giorgia Boni – Fashion Friends – 1:40 (testo: Elisa Rosselli – musica: Maurizio D'Aniello)
2. Emanuela Rei e Giorgia Boni – In My Shoes – 3:09 (testo: Elisa Rosselli – musica: Valerio Fanciano)
3. Emanuela Rei e Giorgia Boni – Here We Are – 2:37 (testo: Elisa Rosselli – musica: Maurizio D'Aniello)
4. Emanuela Rei e Giorgia Boni – Come le star – 3:52 (testo: Elisa Rosselli – musica: Maurizio D'Aniello)
5. Giorgia Boni – Infinite Sky – 2:40 (testo: Elisa Rosselli – musica: Maurizio D'Aniello e Stefano Brandoni)
6. Emanuela Rei e Giorgia Boni – A tutto volume[4] / I Will Sing[5] – 2:32 (testo: Elisa Rosselli – musica: Maurizio D'Aniello)
7. Emanuela Rei e Giorgia Boni – Never Give Up – 2:54 (testo: Elisa Rosselli – musica: Maurizio D'Aniello)
8. Emanuela Rei e Giorgia Boni – Me Myself and I – 3:33 (testo: Elisa Rosselli – musica: Maurizio D'Aniello)
9. Emanuela Rei e Giorgia Boni – The Soundtrack of Our Lives – 2:34 (testo: Elisa Rosselli – musica: Valerio Fanciano)
10. Emanuela Rei e Giorgia Boni – Music Is Everywhere – 2:42 (testo: Elisa Rosselli – musica: Maurizio D'Aniello)
11. Emanuela Rei e Giorgia Boni – Beautiful Swans – 3:11 (testo: Elisa Rosselli – musica: Maurizio D'Aniello)
12. Emanuela Rei e Giorgia Boni – Out There – 3:43 (testo: Elisa Rosselli – musica: Maurizio D'Aniello e Mario Amato)
13. Emanuela Rei e Giorgia Boni – Here We Go – 3:04 (Michael Campion, Kalina Campion, Kiana Campion)
14. Emanuela Rei e Giorgia Boni – Relationship Game – 3:05 (Michael Campion, Kalina Campion, Kiana Campion)
15. Emanuela Rei e Giorgia Boni – I Dance and Sing – 3:03 (testo: Elisa Rosselli – musica: Maurizio D'Aniello)
16. Emanuela Rei e Giorgia Boni – Part of Me – 2:38 (testo: Elisa Rosselli – musica: Maurizio D'Aniello)

## Promozione
Per pubblicizzare il disco, in Italia, sono stati organizzati diversi incontri per i fan della serie televisiva con Emanuela Rei e Giorgia Boni, tra l'aprile ed il giugno del 2017, presso vari centri commerciali in giro per il paese. Inoltre, dal 5 maggio al 4 luglio, è stato possibile partecipare ad un concorso ad estrazione indetto dal magazine ufficiale della serie TV, per poter vincere l'album con l'autografo dei MoodBoards ed una dedica personalizzata ai 10 vincitori.

## Accoglienza
Il disco è stato ben accolto dai fan della serie. Nel primo giorno di pubblicazione si piazza direttamente alla prima posizione di Amazon.com. Nella diciottesima settimana del 2017, l'album raggiunge la prima posizione della classifica ufficiale FIMI, all'interno della categoria compilation.